# クレイワーク
クレイワークは、現代美術の表現方法の一種で、土を素材とする立体造形のうち、機能的に実用性を有する従来の陶芸とは一線を画した部分をもつ表現様式とされる。クレイワークという呼称は、1960年代に生まれ、1980年代には展覧会の名称にも採用されるようになり、現代美術の分野における一ジャンルとしての地位を確立した。
広義では、現代の陶芸全般を「クレイワーク」と称する場合もある。

## 定義
現代陶芸の傾向のひとつであり、美術史家の乾由明によれば「実用的な用途をもつ器物から区別された、彫刻的あるいは造形的な土の作品」と定義されている。広義では陶を意味するが、土を素材として表現、制作された作品がすべてクレイワークとは見做されず、従来の陶芸の枠には収まらない作品を示す。前衛のような芸術運動ではない。

## 歴史
従来の陶芸と異なり、実用的な機能を持たない独創的で多様な造形的な陶作品に対して「クレイワーク」という言葉が使われ始めたのは、1962年の終わり、米国サンフラシスコ・アート・インスティチュートで開催された「Work in Clay by Six Artists（六人の作家によるワーク・イン・クレイ)」展の頃からではないかと推測される。1980年代には日本でも展覧会の名称にも使われるようになり、モダンとポストモダンをめぐる陶芸による表現の探求が、現代美術におけるひとつの表現方法として重要な役割を担うようになった段階で、誕生した名称と考えられている。
その後、1990年代前半にかけては、現代陶芸全般をクレイワークと称する風潮があった。その後も今日に至るまで、クレイワークは現代陶芸の表現様式として、大きな影響を残している。

## おもな展覧会
- 1980年「CLAYWORKやきものから造型へ」西武百貨店（滋賀県大津市)

出品作家：荒木高子、速水史朗、林秀行、星野暁、石山駿、伊藤公象、加守田章二、金重道明、加藤清之、鯉江良二、近藤豊、熊倉順吉、栗木達介、久世健二、松井康成、三島喜美代、三輪龍作、宮永理吉、宮下善爾、森野泰明、中村錦平、西村陽平、笹山忠保、佐藤敏、里中英人、鈴木治、坪井明日香、辻清明、辻晋堂、八木一夫、山田光、柳原睦夫、金子潤、中村豊、重森陽子、梶なな子
- 1982年「現代の陶芸Ｉいま土 と火で何が可能か」山口県立美術館
- 1984年「現代の陶芸Ⅱいま、大きなやきものになにが 見えるか」山口県立美術館
- 1986年「土・イメージと形体1981-1985」西武ホール

出品作家：秋山陽、伊藤公象、井上雅之、植松永次、小倉亨、金子潤、栗木達介、鯉江良二、笹山忠保、佐藤敏、杉浦康益、鈴木治、高野基夫、堤展子、土門邦勝、中村錦平、中村康平、西村陽平、林秀行、林康夫、深見陶治、星野暁、松井紫朗、松田百合子、三島喜美代、宮下善爾、宮永理吉、三輪龍作、森野泰明、柳原睦夫、山田修作、山田光、吉竹弘、和太守卑良
- 1987年「現代の陶芸Ⅲいま、やきもの色に心ときめくか」山口県立美術館
- 1988年「陶生まれ変 わる造形」滋賀県立美術館
- 1989年「今日のクレイ・ワーク展さまざまな士のかたち」神奈川県民ホールギャラリー
- 1989年「地・火・水・風現代工芸の一|断面展コスミックイメージの 饗宴」麻布美術工芸館
- 1990年「土の造形展」栃木県立美術館
- 2003年「大地の芸術一クレイワーク新世紀」国立国際美術館

出品作家：井上雅之、鯉江良二、重松あゆみ、杉山泰平、西村陽平、日野田崇、星野暁、前田晶子、三島喜美代